# Sáta
 Sáta – wieś i gmina w północno-wschodniej części Węgier, w pobliżu miasta Ózd.
Miejscowość leży na lekko wyżynnym obszarze Średniogórza Północnowęgierskiego, w pobliżu granicy ze Słowacją. Administracyjnie gmina należy do powiatu Ózd, wchodzącego w skład komitatu Borsod-Abaúj-Zemplén i jest jedną z jego 29 gmin.